# Sorex (Sorex)
Sorex (Sorex) es un subgénero de mamíferos soricomorfos de la familia Soricidae, distribuidos por todos los continentes, excepto en la Antártida.

## Especies
- Sorex alpinus
- Sorex antinorii
- Sorex araneus
- Sorex arcticus
- Sorex arunchi
- Sorex asper
- Sorex averini
- Sorex bedfordiae
- Sorex buchariensis
- Sorex caecutiens
- Sorex cansulus
- Sorex coronatus
- Sorex cylindricauda
- Sorex daphaenodon
- Sorex excelsus
- Sorex gracillimus
- Sorex granarius
- Sorex hosonoi
- Sorex isodon
- Sorex kozlovi
- Sorex maritimensis
- Sorex minutus
- Sorex raddei
- Sorex roboratus
- Sorex samniticus
- Sorex satunini
- Sorex shinto
- Sorex sinalis
- Sorex tundrensis
- Sorex unguiculatus
- Sorex volnuchini
- Sorex yukonicus